# Mad Studies
 (avril 2024).
La mise en forme du texte ne suit pas les recommandations de Wikipédia : il faut le « wikifier ».
Les points d'amélioration suivants sont les cas les plus fréquents. Le détail des points à revoir est peut-être précisé sur la page de discussion.
- Les titres sont pré-formatés par le logiciel. Ils ne sont ni en capitales, ni en gras.
- Le texte ne doit pas être écrit en capitales (les noms de famille non plus), ni en gras, ni en italique, ni en « petit »…
- Le gras n'est utilisé que pour surligner le titre de l'article dans l'introduction, une seule fois.
- L'italique est rarement utilisé : mots en langue étrangère, titres d'œuvres, noms de bateaux, etc.
- Les citations ne sont pas en italique mais en corps de texte normal. Elles sont entourées par des guillemets français : « et ».
- Les listes à puces sont à éviter, des paragraphes rédigés étant largement préférés. Les tableaux sont à réserver à la présentation de données structurées (résultats, etc.).
- Les appels de note de bas de page (petits chiffres en exposant, introduits par l'outil «  Source ») sont à placer entre la fin de phrase et le point final[comme ça].
- Les liens internes (vers d'autres articles de Wikipédia) sont à choisir avec parcimonie. Créez des liens vers des articles approfondissant le sujet. Les termes génériques sans rapport avec le sujet sont à éviter, ainsi que les répétitions de liens vers un même terme.
- Les liens externes sont à placer uniquement dans une section « Liens externes », à la fin de l'article. Ces liens sont à choisir avec parcimonie suivant les règles définies. Si un lien sert de source à l'article, son insertion dans le texte est à faire par les notes de bas de page.
- La présentation des références doit suivre les conventions bibliographiques. Il est recommandé d'utiliser les modèles {{Ouvrage}}, {{Chapitre}}, {{Article}}, {{Lien web}} et/ou {{Bibliographie}}. Le mode d'édition visuel peut mettre en forme automatiquement les références.
- Insérer une infobox (cadre d'informations à droite) n'est pas obligatoire pour parachever la mise en page.

Pour une aide détaillée, merci de consulter Aide:Wikification.
Si vous pensez que ces points ont été résolus, vous pouvez retirer ce bandeau et améliorer la mise en forme d'un autre article.
Les Mad Studies désigne un domaine d'études universitaires et d'activisme sur les expériences, les cultures  et politiques des personnes qui s'identifient comme folles, souffrant de troubles mentaux, neurodivergentes, survivante/utilisatrices de la psychiatrie, et handicapées  Les Mad Studies sont issues de mouvements de consommateurs/survivants de la psychiatrie organisés autour du monde, principalement dans les pays du Nord Global. Les méthodologies utilisées s'inspirent d'un certain nombre de disciplines universitaires telles que les études sur les femmes, les études critiques sur la race, les épistémologies autochtones, les études queer, l'anthropologie psychologique et l'ethnographie. Ce domaine partage des similitudes théoriques avec les études critiques sur le handicap, la psychopolitique  et la théorie sociale critique. Le mouvement universitaire s'est formé, en partie, en réponse aux mouvements de rétablissement en santé mentale, que de nombreux spécialistes des Mad studies considèrent comme étant « cooptés » par les systèmes de santé mentale. En 2021, la première revue académique de Mad Studies, The International Journal of Mad Studies, a été lancée.

## Origine et portée
Richard A. Ingram, chercheur  membre de l'école des études sur le handicap de l'Université Ryerson (2007), a été reconnu pour avoir inventé l'expression « Mad Studies » lors de la première conférence régionale sur les études sur le handicap des étudiants diplômés et de premier cycle à l'Université de Syracuse le 3 mai 2008 ,,. Bien que crédité comme l'inventeur du terme, Ingram fait remarquer que cette attribution est bien plus le fait de coïncidences et circonstances dans un milieu déjà propice à l'utilisation et l'invention de ce terme. Dans un article universitaire intitulé « Doing Mad Studies : Making (Non)sense Together », Ingram cite un certain nombre de théoriciens qui ont créé les bases intellectuelles de ce domaine, notamment Nietzsche, Bataille, Blanchot, Deleuze et Guattari .
Dans un article de 2014 de The Guardian , Peter Beresford nomme plusieurs universitaires canadiens à l'avant-garde de ce domaine universitaire tels que les survivants de la psychiatrie et militant David Reville et Geoffrey Reaume, ainsi que les chercheuses Kathryn Church et Brenda LeFrancois. Le journaliste Alex Gillis résume quant à lui la diffusion des programmes de Mad Studies en citant notamment plusieurs cours similaires dans les universités Simon Fraser, Memorial et Queen, ainsi qu'en Angleterre et en Écosse.
Selon The Icarus Project , les Mad studies offrent une approche inclusive, intersectionnelle, pour contextualiser et comprendre la folie dans son cadre historique. Elle s'intéressent entre autres à la construction sociale de la maladie mentale, ainsi qu'à l'expansion rapide de nosologies pour celle-ci. Elle se propose entre autres de s'interroger sur les collusions entre associations professionnelles psychiatriques et industries pharmaceutiques, aux liens entre écocide et stress mental, aux représentations de la folie dans les médias et à l'histoire du mouvement des usagers/survivants de la psychiatrie .
Les personnes folles ont historiquement été exclues de l’élaboration de ce qui constitue une connaissance scientifique d’elles-mêmes.
Les pédagogies proposées par les Mad Studies se concentrent souvent sur la manière dont les expériences des personnes folles représentent des lieux d'apprentissage détenant des connaissances et des valeurs importantes. En tant que telles, les approches pédagogiques informées par les Mad Studies mettent l'accent sur les perspectives des personnes folles comme un moyen de contrer l'oppression saniste et de remodeler le programme pour mieux apprécier et comprendre les personnes folles. Réfutant ainsi une pédagogie de la "sanité " et ouvrant de nouvelles possibilités. Enseigner sous l’angle des Mad Studies nécessite de désapprendre la normativité, de repenser les paradigmes sanistes et représente une pratique critique disruptive.

## Lien avecDisability Studies
Les Mad Studies sont particulièrement liées aux Disability Studies,bien que divergent de certains discours.
À l'instar des Disability Studies, les Mad Studies se sont développées à partir de mouvements militants existant  et s'appuient sur les modèles sociaux du handicap, qui soutiennent que le handicap résulte d'un ensemble de forces politiques, sociales et culturelles plutot que les conséquences inévitable d'une déficience personnelle   (p109). En outre, ces deux cadres placent au centre des préoccupations les personnes touchées par ces discours (c'est-à-dire les personnes folles et handicapées), car ils considèrent que celles-ci  produisent des connaissances essentielles à sa comprehension. Cela signifie en partie que les connaissances produites et diffusées sur les disciplines ont pour objectif d'être accessible.
Cependant, une critique récurrent des Mad Studies sur ce sujet est que la conception des Disability Studies a souvent centrées les handicaps physiques durant son développement. Cela devient plus évident dans la focalisation sur la déficience par rapport au handicap. Selon Disabled Peoples' International, la déficience fait référence à  la limitation fonctionnelle chez l'individu causée par une déficience physique, mentale ou sensorielle, tandis que le handicap fait référence à la perte ou la limitation des opportunités de participer à la vie normale de la communauté de manière niveau égal avec les autres en raison des barrières physiques et sociales(p5). Les personnes folles peuvent ainsi avoir l’impression que le langage de la déficience est inadaptée à leur experience.
Enfin, même si la plupart des personnes avec des conditions mentales n’aiment pas les termes liés la folie, ils n’ont pas non plus le sentiment que le modèle social du handicap représente de manière adéquate leurs besoins et leurs luttes.

## Textes clés
- This is Survivor Research, éditée par Angela Sweeney, Peter Beresford, Allison Faulkner, Mary Nettle, et Diana Rose (2009)[18]
- Mad at School: Rhetorics of Mental Disability and Academic Life, par Margaret Price (2011)[19]
- Mad Matters: A Critical Reader in Canadian Mad Studies, édité by Brenda A. LeFrançois, Robert Menzies, and Geoffrey Reaume (2013)[20]
- Psychiatry Disrupted: Theorizing Resistance and Crafting the (R)evolution, édité par Bonnie Burstow, Brenda A. LeFrançois et Shaindl Diamond (2014) [21]
- Decolonizing Global Mental Health: The Psychiatrization of the Majority World par China Mills (2014)[22]
- Disability Incarcerated: Imprisonment and Disability in the United States and Canada, édité par Liat Ben-moshe, Allison C. Carey, et Chris Chapman (2014)[23]
- Madness, Distress, and the Politics of Disablement, édité par Helen Spandler, Jill Anderson, et Bob Sapey (2015)[24]
- Psychiatry and the Business of Madness: An Ethical and Epistemological Accounting par Bonnie Burstow (2015)[25]
- Searching for a Rose Garden: Challenging Psychiatry, Fostering Mad Studies, édité par Jasna Russo et Angela Sweeney (2016)[26]
- Deportation and the Confluence of Violence within Forensic Mental Health and Immigration Systems par Ameil J. Joseph (2015)[27]